# Leuterschach
Leuterschach (mundartlich Luttrschach) ist ein Gemeindeteil von Marktoberdorf und eine Gemarkung im Landkreis Ostallgäu, bis 1978 als politisch selbständige Gemeinde.

## Lage
Das Pfarrdorf liegt knapp fünf Kilometer südwestlich von Marktoberdorf. Östlich fließt die Lobach vorbei und mündet im Norden in die Wertach.
Auf der 15,1212 km² großen Gemarkung Leuterschach liegen die Marktoberdorfer Gemeindeteile Fechsen, Leuterschach, Ronried und Schwenden.

## Geschichte
Im Zuge der Gebietsreform in Bayern wurde die Gemeinde Leuterschach zum 1. Mai 1978 in die Stadt Marktoberdorf eingemeindet. Sie bestand aus den vier Gemeindeteilen Fechsen, Leuterschach, Ronried und Schwenden.

Ronried und Leuterschach

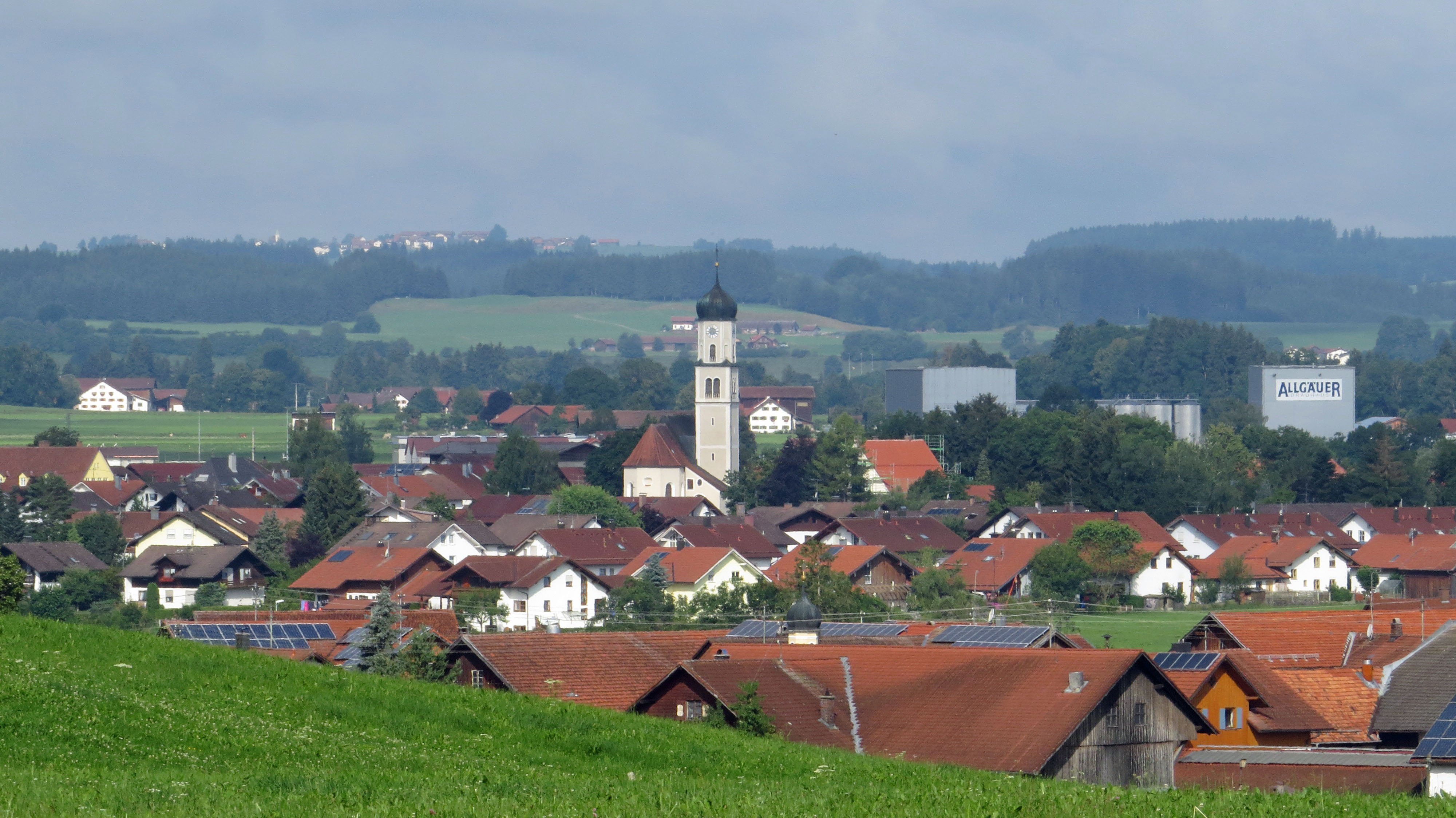
Leuterschach von Osten

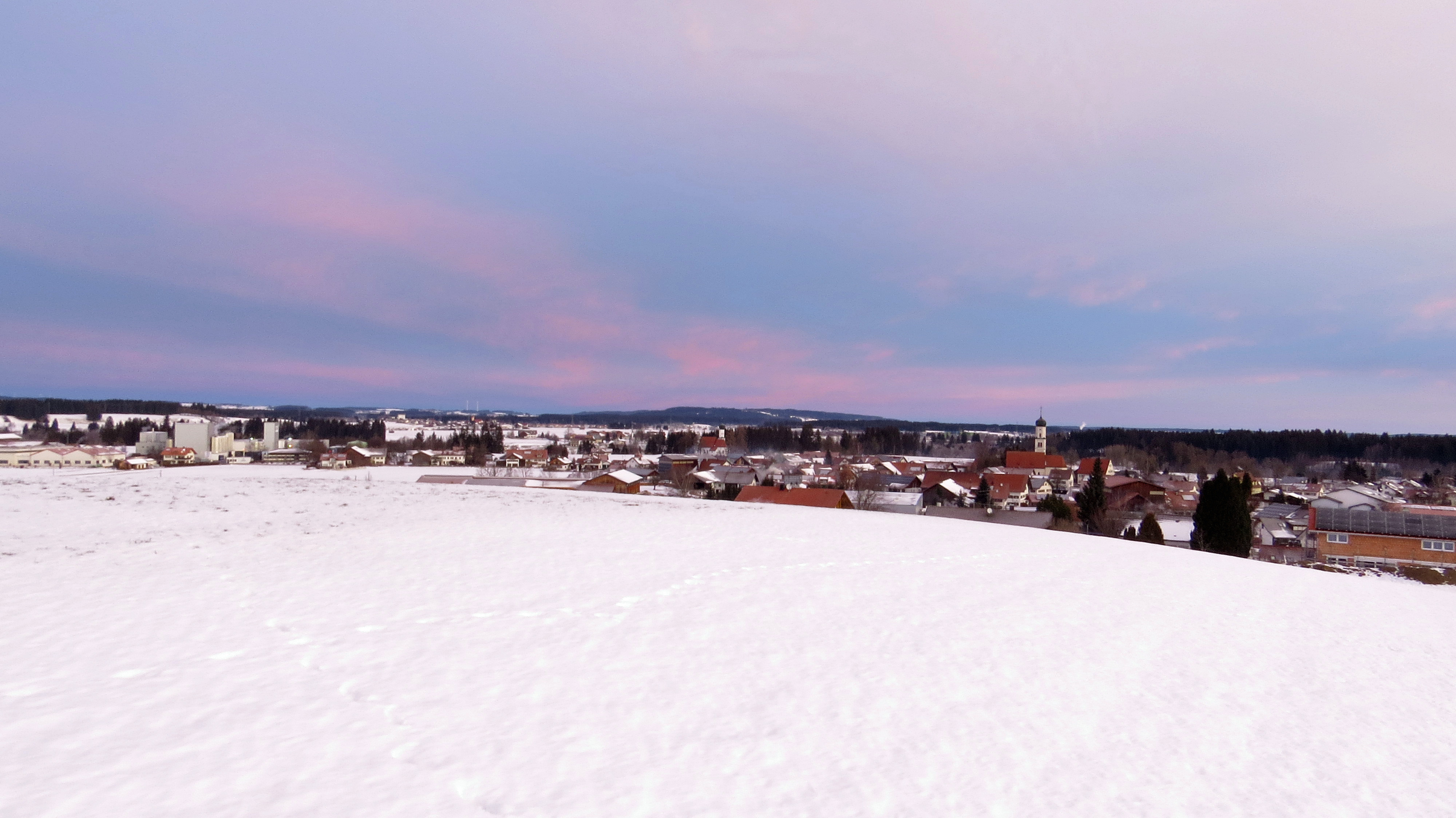
Leuterschach von Süden

## Kultur und Sehenswürdigkeiten

### Natur
Landschaftlich ist der Durchbruch der Wertach zwischen Leuterschach und Görisried von Bedeutung. Der Fluss hat sich hier 70 Meter tief in einen Molasserücken eingeschnitten. Nördlich von Leuterschach mündet die Lobach in die Wertach.

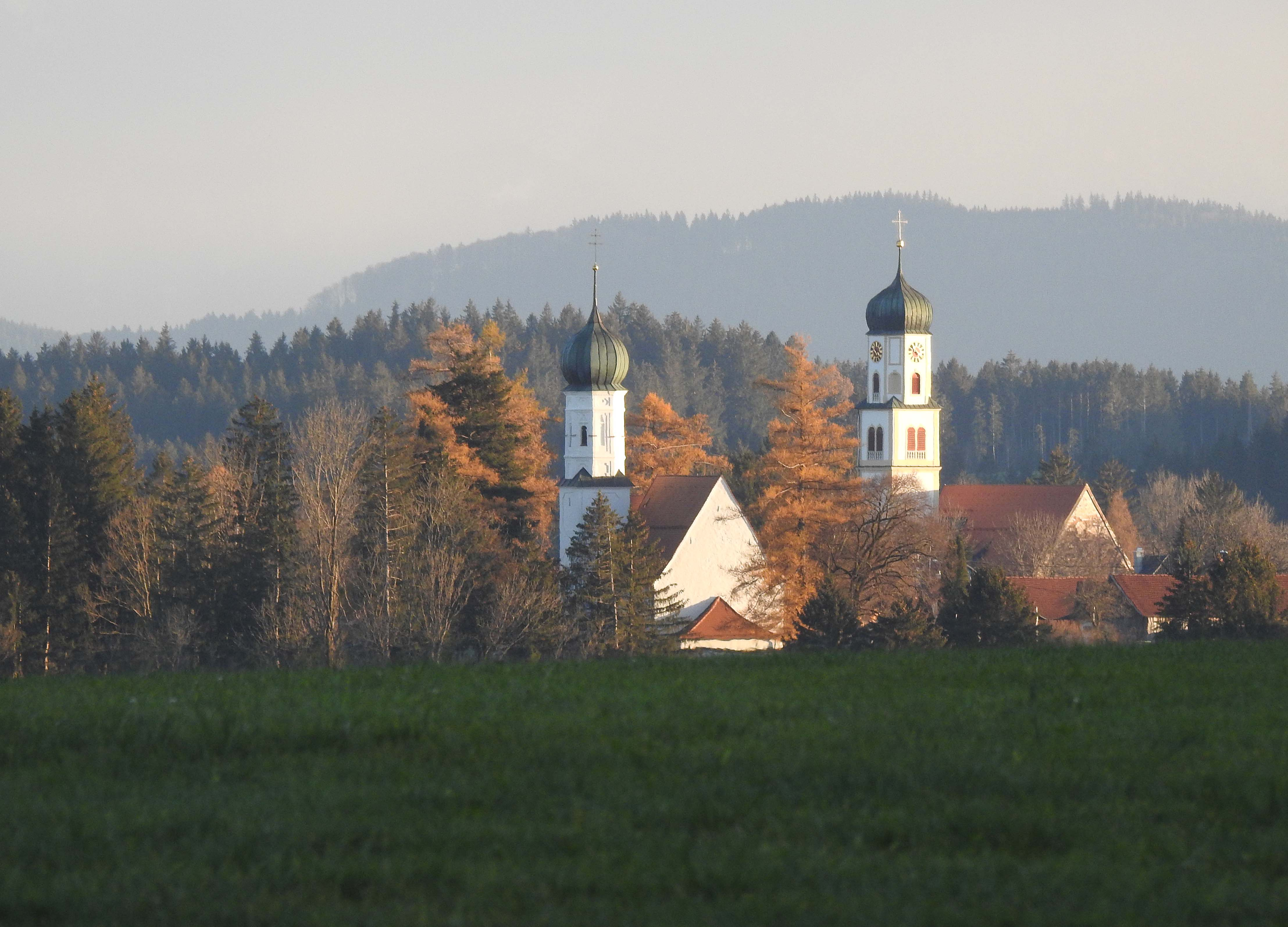
Kirchen St. Magnus und St. Johannes d. T. in Leuterschach

### Gebäude
- Eine abgegangene Burg der Herren von Leuterschach, erstmals 1289 erwähnt, liegt rund 500 Meter südlich der Kirche von Leuterschach bei Ronried.
- Die Pfarrkirche St. Johann Baptist wurde um 1692/1693 erbaut. Der heutige Kirchturm wurde 1727 nach Plänen des bekannten Barockbaumeisters Johann Georg Fischer errichtet. 1737 wurde die Kirche neu stuckiert und freskiert. Das Deckenfresko im Langhaus stammt von Johann Martin Zick (1684–1753) und zeigt die Enthauptung Johannes des Täufers. Weitere Kirchenrenovierungen erfolgten 1950 und 1992/1993.
- Der Pfarrhof in Leuterschach aus dem Jahr 1762 stammt von Franz Xaver Kleinhans.
- Die Kirche St. Magnus wird erstmals Ende des 15. Jahrhunderts als Kapelle erwähnt. Aus der Legende, dass der heilige Magnus von Füssen (Sankt Mang), der „Apostel des Ostallgäus“, auf seinem Weg von Füssen nach Kempten bei der Kapelle eine Rast eingelegt habe, entwickelte sich eine rege Wallfahrt. Daher wurde die Kirche 1681 vergrößert. Im ersten Drittel des 18. Jahrhunderts erhielt  sie ihre barocke Innenausstattung. Seit 2010 wird sie aufgrund starker Schäden in mehreren Bauabschnitten komplett saniert.
- Die Kindle-Kapelle liegt auf einer Anhöhe etwas außerhalb von Leuterschach Richtung Ettwiesen.
- Die Bergmühle (früher Haus Nr. 32 „Berkmühle“) war bis 1911 als Mahlmühle in Betrieb.
- Die Schlegelmühle (Mahlmühle) war bis 1998 in Betrieb.

## Infrastruktur
Im Ort gibt es zwei Kirchen, zwei Wirtshäuser, einen Lebensmittelladen und mehrere Industriebetriebe.

### Industrie

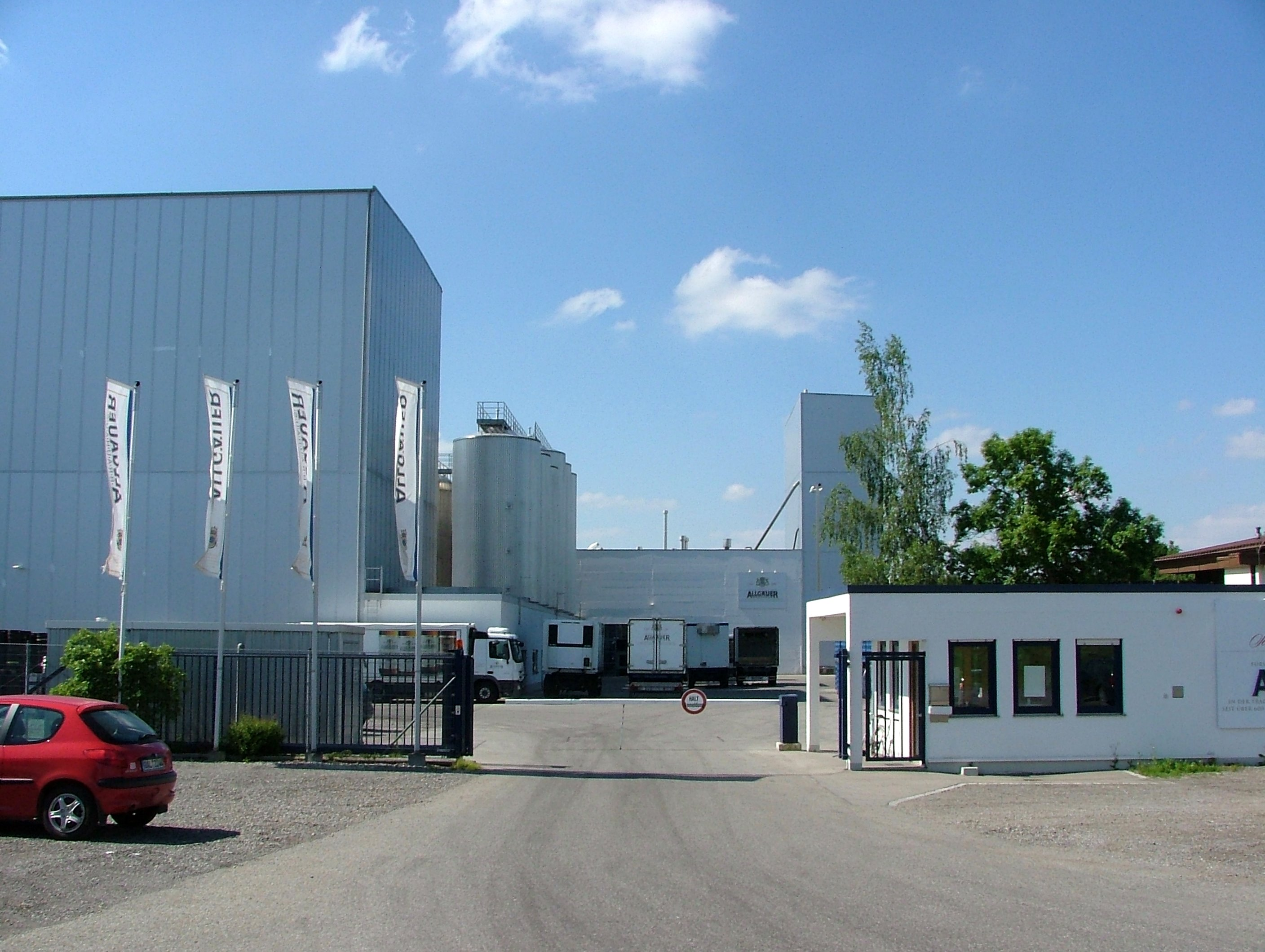
Einfahrt der Braustätte Allgäuer Brauhaus

Der bekannteste dieser Betriebe ist die ehemalige Sailerbrauerei, jetzt eine Braustätte der zur Radeberger Gruppe gehörenden Allgäuer Brauhaus, in der die bundesweit vertriebene Biermarke Altenmünster gebraut wird. Weitere Betriebe sind der Kunststoffverarbeiter Klinkau GmbH & Co. (Filtrationssysteme) und ein Standort der Schwabacher Maschinenfabrik Niehoff.

### Bildung
Die Grundschule von Leuterschach gehört zum Grundschulverband Leuterschach-Wald mit Sitz in Marktoberdorf.

### Verkehr
Leuterschach wird von der Kreisstraße OAL 23 durchquert und hat einen Haltepunkt der BRB an der Bahnstrecke Marktoberdorf–Füssen.

## Persönlichkeiten
- Andreas Bergmüller (* 23. September 1661 in Leuterschach; † 29. April 1748 in Türkheim), Tischler, Schreiner und Kunsthandwerker
- Johann Bergmüller (* 5. Mai 1657 in Leuterschach; † 1. Januar 1737 in Türkheim), Kistler, Tischler, Schreiner, Menuisier und Kunsthandwerker
- Clemens Geiger (* 27. Januar 1900 in Fechsen; † 14. Juni 1995), von 1948 bis 1971 erster Titularbischof von Olena, nach seinem Rücktritt Bischofsprälat von Xingu im brasilianischen Bundesstaat Pará
- Magnus Anton Reindl (1832–1896), Pfarrer, Domdekan, Reichstags- und Landtagsabgeordneter